# Втрати 110-ї окремої мотострілецької бригади (РФ)
У статті наведено поіменний список втрат 110-ї окремої мотострілецької бригади, збройного формування 1-го армійського корпусу окупаційних військ РФ на Донбасі.

## Війна на сході України
| п/п | Ім'я                                         | Звання, посада                                                   | Місце смерті                                     | Дата народження | Дата смерті   |
| --- | -------------------------------------------- | ---------------------------------------------------------------- | ------------------------------------------------ | --------------- | ------------- |
| 1.  | Бучинський Микола Володимирович ("Буча")     |                                                                  | Логвинове, Донецька область                      | 02.05.1985      | 10.02.2015    |
| 2.  | Гаврилов Андрій Костянтинович                | сержант 3 БТГр, 1 рота 1 взвод 2 відділення                      |                                                  | 09.12.1972      | 15.03.2015    |
| 3.  | Іщенко Олександр Валентинович ("63-й")       |                                                                  | Донецьк                                          | 15.12.1973      | 05.04.2015    |
| 4.  | Шакура Максим Євгенович                      |                                                                  | Макіївка, самогубство                            | 31.01.1993      | 10.04.2015    |
| 5.  | Ходос Ілля Костянтинович                     | сержант                                                          | поблизу м. Мар'їнка                              | 20.09.1975      | 31.03.2016    |
| 6.  | Фатун Олексій Іванович                       | сержант, ІСР 2 взвод відділення розгороду, командир відділення   | Донецьк                                          | 01.12.1983      | 20.04.2016    |
| 7.  | Крутоголов Денис Георгійович                 | сапер                                                            | Донецьк                                          | 10.06.1980      | 20.04.2016    |
| 8.  | Усачов Олександр Олексійович                 | молодший лейтенант, командир гранатометного взводу               | Чистякове, під час навчань на танковому полігоні | 01.09.1995      | 09.06.2016    |
| 9.  | Ларін Дмитро Вікторович ("Вітер")            | старший лейтенант, заступник командира 4-ої мотострілецької роти | поблизу м. Ясинувата                             | 05.07.1987      | 09.08.2016    |
| 10. | Гавриш Микола Васильович                     |                                                                  | Лозове (Покровський район)                       | 12.08.1986      | 05.09.2016    |
| 11. | Сав'ян Олександр Костянтинович               | стрілець-гранатометник                                           | Трудівське, Донецька область                     | 23.05.1970      | 13.01.2017    |
| 12. | Балакай Іван Андрійович («Грек»)             | командир 1-го батальйону                                         | поблизу м. Авдіївка                              | 03.09.1961      | 29.01.2017    |
| 13. | Улічкін Денис Ігорович («Бродяга»)           | старший сержант                                                  |                                                  | 29.12.1986      | 28.03.2017    |
| 14. | Крупей Микола Миколайович                    | механік-водій                                                    | Авдіївка                                         | 27.12.1983      | 25.04.2017    |
| 15. | Піскун Артем Олегович                        |                                                                  | зник безвісти, м. Донецьк                        | 13.05.1986      | до 17.05.2017 |
| 16. | Авсянніков Володимир Ігорович («Білий»)      | розвідгрупа                                                      | м. Донецьк                                       | 24.07.1996      | 14.06.2017    |
| 17. | Цвєтков Роман Миколайович («Квітка»)         | сержант, ІСР 2-й взвод 2-ге відділення, ком. відділення          |                                                  | 25.02.1974      | 29.06.2017    |
| 18. | Мороз Олександр Анатолійович («Князь»)       | 2-й МСБ 5-та МСР, командир роти                                  | поблизу м. Красногорівка                         | 05.08.1986      | 20.07.2017    |
| 19. | Обрєзков Артем Сергійович («Джміль»)         | 2-й МСБ 5-та МСР                                                 | поблизу м. Красногорівка                         | 12.03.1991      | 20.07.2017    |
| 20. | Панченко Геннадій Геннадійович («Чих»)       | 2-й МСБ 5-та МСР                                                 | поблизу м. Красногорівка                         | 13.09.1995      | 20.07.2017    |
| 21. | Шабуня Сергій Вікторович («Тула»)            | 2-й МСБ 5-та МСР                                                 | поблизу м. Красногорівка                         | 17.03.1982      | 20.07.2017    |
| 22. | Воропаєв Олександр Сергійович                | танкіст                                                          |                                                  | 16.11.1981      | 06.08.2017    |
| 23. | Кузнєцов В'ячеслав В'ячеславович             | старший лейтенант                                                | поблизу м. Горлівка                              | 25.01.1976      | 10.08.1017    |
| 24. | Ясінек Олександр Миколайович                 | молодший сержант, командир 2-го відділу 1-го взводу              |                                                  | 06.06.1982      | 11.08.2017    |
| 25. | Архіпов Андрій Олександрович («Юз»)          |                                                                  | с. Піски (Покровський район)                     | 21.12.1984      | 26.01.2018    |
| 26. | Шабалін Сергій Вікторович                    | прапорщик, командир БМ                                           |                                                  | 11.04.1982      | 10.09.2018    |
| 27. | Чайка Віталій Олександрович                  | 6-та МСР, 2-й МСБ                                                | поблизу м. Донецьк                               | 14.06.1994      | 12.05.2019    |
| 28. | Карпенко Микита Олександрович («Карпик»)     |                                                                  | поблизу м. Донецьк                               | 19.05.1995      | 31.05.2019    |
| 29. | Нартов Андрій Олександрович («Свят»)         |                                                                  | смт. Лозове (Покровський район)                  | 25.07.1977      | 31.10.2019    |
| 30. | Деменко Олександр Григорович («Кеп»)         | командир взводу                                                  |                                                  | 25.01.1974      | 30.11.2019    |
| 31. | Короленко Дмитро Юрійович                    | старший лейтенант, командир 2-ї роти, танковий батальон          |                                                  | 21.11.1984      | 24.02.2020    |
| 32. | Загрубський Віктор («Морячок»)               |                                                                  |                                                  | 17.10.1969      | 08.05.2020    |
| 33. | Юр'єв Ігор Іванович                          |                                                                  |                                                  | 07.01.1975      | 09.06.2020    |
| 34. | Молчанов Михайло Михайлович                  | старший лейтенант, начальник медслужби                           | Донецьк, дтп                                     | 31.08.1974      | 31.08.2020    |
| 35. | Клевцов Олексій Євгенович                    |                                                                  |                                                  | 12.01.1976      | 22.09.2020    |
| 36. | Бортков Дмитро Георгієвич («Димон»)          |                                                                  | смт. Лозове (Покровський район)                  | 11.02.1973      | 21.06.2021    |
| 37. | Глез Денис Сергійович                        | сержант                                                          | смт. Лозове (Покровський район)                  | 06.07.1992      | 21.06.2021    |
| 38. | Громов Юрій Ігорович («Грім»)                |                                                                  | смт. Лозове (Покровський район)                  | 28.05.1991      | 21.06.2021    |
| 39. | Шевченко Володимир Володимирович («Шева»)    | рядовий                                                          | смт. Лозове (Покровський район)                  | 07.02.1987      | 21.06.2021    |
| 40. | Гузь Максим Євгенович («Жура»)               | рядовий                                                          | Старомихайлівка                                  | 29.09.1977      | 24.06.2021    |
| 41. | Кравцов Олександр Олексійович («Крава»)      |                                                                  | Лозове                                           | 18.07.1970      | 20.07.2021    |
| 42. | Грінь Ігор Олександрович («93-й»)            | лейтенант, командир стрілецької роти                             |                                                  | 15.07.1982      | 27.07.2021    |
| 43. | Харламов Денис Вікторович («Смайл/Добрий»)   | рядовий, розвідник                                               |                                                  | 22.08.1980      | 19.08.2021    |
| 44. | Степаненко Олександр Олександрович ("Чечен") |                                                                  |                                                  | 24.12.1987      | 23.10.2021    |
| 45. | Копцев Вадим Валентинович ("Кучерявий")      |                                                                  | Донецьк                                          | 03.06.1983      | 04.11.2021    |
| 46. | Дегтяренко Сергій Анатолійович ("БТР")       | капітан, командир роти                                           |                                                  | 15.07.1974      | 29.11.2021    |
| 47. | Грицай Олександр Іванович ("Пістон")         | старший сержант, командир інженерно-саперного відділення         | Донецьк                                          | 30.08.1990      | 11.12.2021    |
| 48. | Демчук Дмитро Олександрович ("Косий")        | прапорщик                                                        | Донецьк                                          | 28.01.1985      | 11.12.2021    |
| 49. | Демуренко Роман Сергійович ("Інженер")       | ???, водій                                                       |                                                  | 03.02.1977      | 21.01.2022    |

## Вторгнення РФ в Україну (2022)
| п/п | Ім'я                               | Звання, посада                                                         | Місце смерті                        | Дата народження | Дата смерті      |
| --- | ---------------------------------- | ---------------------------------------------------------------------- | ----------------------------------- | --------------- | ---------------- |
| 1.  | Навальний Віктор Володимирович     | стрілець-сапер, 2 окрема рота                                          | м. Волноваха                        | 17.10.1985      | 09.03.2022       |
| 2.  | Гризлов Ілля Олександрович         | стрілок 2 взводу 3 роти 1 мотострілкового батальйону                   | м. Маріуполь                        | 21.05.1996      | 09.03.2022       |
| 3.  | Вирвич Сергій Вікторович           | сержант, командир 3 відділення 1 окремої роти спеціального призначення | м. Мар'їнка                         | 18.02.1978      | 21.03.2022       |
| 4.  | Янков Володимир Ігорович           | механік-водій 1 взводу управління батареї дивізіону                    | м. Маріуполь                        | 07.09.1987      | 24.03.2022       |
| 5.  | Слуцький Станіслав Леонідович      | рядовий                                                                | Вільхівка                           | 07.01.1984      | після 27.03.2022 |
| 6.  | Хомченко Микола Олександрович      | старший сержант, розвідник-кулеметник                                  | м. Мар'їнка                         | 16.10.1992      | 10.04.2022       |
| 7.  | Іванов Владлен Вадимович           | лейтенант, командир танкового взводу                                   | Врубівка                            | 14.12.2000      | 18.06.2022       |
| 8.  | Чалий В'ячеслав Дмитрович          | рядовий                                                                | Ниркове                             | 04.01.2000      | 06.07.2022       |
| 9.  | Аліфанов Олександр Костянтинович   | 1-й стрілецький батальон                                               | смт. Піски (Покровський район)      | 1990            | 04.09.2022       |
| 10. | Багапов Раміль Дамірович           | командир танка                                                         |                                     | 11.10.2002      | 10.11.2022       |
| 11. | Бутильський Анатолій Олександрович | рядовий                                                                | смт. Невельське (Покровський район) |                 | 10.11.2022       |
| 12. | Савченко Павло Олегович            |                                                                        | смт. Невельське (Покровський район) | 08.01.1982      | 12.10.2022       |